# Josip Šenda
Josip Šenda (Uskoplje, 1. listopada 1951. – Uskoplje, 18. siječnja 2005.) je hrvatski novinar iz BiH.
Bio je dugogodišnji dopisnik Slobodne Dalmacije iz Uskoplja. Šenda je bio član Hrvatske uzdanice.

## Djela
- Hrvati Uskoplja - okolnosti i perspektive, zbornik radova s okruglog stola održanog 9. veljače 2002. godine